# Д’Антони, Майкл
Ма́йкл Э́ндрю д’А́нтони (англ. Michael Andrew D'Antoni; род. 8 мая 1951, Малленс, Западная Виргиния) — американский баскетболист, выступавший за команды Национальной баскетбольной ассоциации и чемпионата Италии по баскетболу, и тренер. В настоящее время работает тренером-консультантом в команде «Нью-Орлеан Пеликанс». Тренер года НБА в сезонах 2004/2005 и 2016/2017. Входит в 50 человек, внёсших наибольший вклад в развитие Евролиги. Первый тренер с итальянским гражданством, возглавивший клуб НБА. Пропагандирует быстрый стиль игры, изобилующий пик-н-роллами, быстрыми отрывами и ранним нападением (7 секунд на атаку), который получил название «ран-н-ган».

## Карьера баскетболиста

### НБА и АБА
После колледжа Д’Антони выставил свою кандидатуру на драфт НБА 1973 года, где был выбран под общим 20-м номером командой Канзас-Сити-Омаха Кингз. В 1974 году был включён во вторую команду сборной новичков НБА. После трёх сезонов Кингз решили отказаться от Д’Антони и он перешёл в команду «Спиритс оф Сент-Луис», которая выступала в АБА. В 1977 году Майк вновь возвращается в НБА, чтобы играть за «Сан-Антонио Спёрс», однако всего после двух игр с ним вновь разрывают контракт. Д’Антони решил продолжить карьеру в Европе.

### Италия
Д’Антони подписал контракт с клубом «Олимпия Милан» в 1978 году. Он стал самым результативным игроком за всю историю команды, а в 1990 году признался лучшим разыгрывающим защитником за историю чемпионата Италии по баскетболу. С «Олимпией» Д’Антони выиграл пять чемпионатов Италии, две Евролиги, кубок Корача и интерконтинентальный кубок. Будучи итальянцем по происхождению, Д’Антони выступал за сборную Италии по баскетболу на чемпионате Европы по баскетболу в 1989 году. Прозвище Майка в Европе было — Арсен Люпен, за его способности к перехватам.

## Карьера тренера

### Италия (1990—1997)
Д’Антони начал свою тренерскую карьеру в «Олимпии Милан», клубе в котором он добился основных достижений в качестве игрока. За четыре сезона команда выходила в финал четырёх Супролигаи ФИБА в 1992 году и выигрывала Кубок Корача в 1993 года. В 1994 году Д’Антони был назначен главным тренером «Бенеттон Тревизо». За время руководства Д’Антони команда смогла выиграть Кубок Сапорты и Кубок Италии 1995 годов, а также чемпионат Италии 1997 года.

### Денвер Наггетс, Сан-Антонио Спёрс, Портленд Трэйл Блэйзерс (1997—2001)
В сезоне 1997—1998 годов Д’Антони принял предложение занять в «Денвер Наггетс» должность директора клуба по подбору игроков, также он подрабатывал аналитиком на канале TNT. В сезоне 1998—1999 годов Д’Антони стал главным тренером «Наггетс», но после неудачного старта команды, он был уволен. В сезоне 1999—2000 годов Майк работал скаутом в «Сан-Антонио Спёрс», а в сезоне 2000—2001 годов работал помощником тренера в «Портленд Трэйл Блэйзерс».

### Бенеттон Тревизо (2001—2002)
В своё второе пришествие в Италию Д’Антони выиграл чемпионат Италии, а также вышел в Финал Четырёх Евролиги 2002.

### Финикс Санз (2002—2008)
В 2002 году Д’Антони вернулся в НБА, как помощник главного тренера в «Финикс Санз». В начале сезона 2003—2004 его назначили главным тренером «Санз». Несмотря на то, что команда провалила концовку сезона, Д’Антони дали работать дальше. В следующем сезоне в команду пришёл Стив Нэш, что стало одним из самых знаковых событий в истории команды. После этого «Санз» провели четыре чемпионата подряд с показателем 50 или более побед за сезон. В сезоне 2004—2005 годов Д’Антони выиграл награду тренер года НБА. Д’Антони создал свой собственный стиль игры в нападении, который назвали «Семь секунд или меньше» (англ. Seven Seconds or Less), в 2006 году вышла книга с одноимённым названием.

### Нью-Йорк Никс (2008—2012)
5 мая 2008 года Д’Антони объявил, что он открыт для предложений о работе на сезон 2008—2009 годов, когда как Стив Керр — генеральный менеджер «Санз», пытался уговорить Д’Антони остаться. 9 мая Д’Антони было сделано предложение от «Нью-Йорк Никс», на следующий день Майк согласился. Контракт был подписан на 4 года с общей зарплатой в 24 миллиона долларов. 14 марта 2012 года был отправлен в отставку.

### Лос-Анджелес Лейкерс (2012—2014)
Всего через 5 игр после начала сезона 2012/13 годов руководство Лос-Анджелес Лейкерс уволило главного тренера Майка Брауна. Среди возможных кандидатур назывались фамилии Фила Джексона, Джерри Слоана, Майка Данливи и других.

### Филадельфия Севенти Сиксерс (2015—2016)
18 декабря 2015 года Д'Антони подписал контракт с «Филадельфией Севенти Сиксерс» в качестве помощника главного тренера Бретта Брауна.

### Хьюстон Рокетс (2016—2020)
1 июня 2016 года Д'Антони был назначен новым главным тренером «Хьюстон Рокетс».
В своем первом сезоне в «Рокетс» Д'Антони привел команду к 55 победам и 27 поражениям, а в плей-офф - к полуфиналу Западной конференции НБА. 26 июня 2017 года Д'Антони получил награду «Тренер года НБА».
В сезоне 2017/18 Д'Антони привел «Рокетс» к лучшему регулярному сезону в истории франшизы, показав рекорд в 65 побед и 17 поражений. Однако плей-офф «Рокетс» закончили в финале Западной конференции НБА, проиграв со счетом 4:3 «Голден Стэйт Уорриорз».
После сезона 2018/19 «Рокетс» за три сезона под руководством Д'Антони выиграли больше игр, чем за любой трехлетний отрезок в истории франшизы (173 победы и 73 поражения). За этот же период «Рокетс» выиграли 23 из 39 игр в плей-офф. В результате Д'Антони набрал лучший процент побед среди всех тренеров «Рокетс».
13 сентября 2020 года, через день после того, как «Хьюстон» проиграл в полуфинале западной конференции «Лейкерс», Д'Антони объявил, что не вернется в команду.

### Бруклин Нетс (2020—2021)
30 октября 2020 года «Бруклин Нетс» нанял Д'Антони в качестве помощника тренера. 28 июля 2021 года Д'Антони покинул свой пост после одного сезона.

### Нью-Орлеан Пеликанс (2021—настоящее время)
4 августа 2021 года Д'Антони был нанят в качестве тренера-консультанта командой «Нью-Орлеан Пеликанс».

### Сборная США
Д’Антони был включён в штаб Олимпийской сборной США по баскетболу под предводительством Майка Кшижевски и принял участие в Чемпионате мира 2006 года в Японии, на котором, вместе со сборной США, завоевал бронзовые медали.

## Статистика

### Статистика в НБА
| Сезон                                                                                    | Команда     | Регулярный сезон | Регулярный сезон | Регулярный сезон | Регулярный сезон | Регулярный сезон | Регулярный сезон | Регулярный сезон | Регулярный сезон | Регулярный сезон | Регулярный сезон | Регулярный сезон | Серия плей-офф | Серия плей-офф | Серия плей-офф | Серия плей-офф | Серия плей-офф | Серия плей-офф | Серия плей-офф | Серия плей-офф | Серия плей-офф | Серия плей-офф | Серия плей-офф |
| Сезон                                                                                    | Команда     | GP               | GS               | MPG              | FG%              | 3P%              | FT%              | RPG              | APG              | SPG              | BPG              | PPG              | GP             | GS             | MPG            | FG%            | 3P%            | FT%            | RPG            | APG            | SPG            | BPG            | PPG            |
| ---------------------------------------------------------------------------------------- | ----------- | ---------------- | ---------------- | ---------------- | ---------------- | ---------------- | ---------------- | ---------------- | ---------------- | ---------------- | ---------------- | ---------------- | -------------- | -------------- | -------------- | -------------- | -------------- | -------------- | -------------- | -------------- | -------------- | -------------- | -------------- |
| 1973/74                                                                                  | Канзас-Сити | 52               | -                | 19,0             | 40,2             | -                | 70,2             | 1,8              | 2,4              | 1,4              | 0,3              | 4,8              | Не участвовал  | Не участвовал  | Не участвовал  | Не участвовал  | Не участвовал  | Не участвовал  | Не участвовал  | Не участвовал  | Не участвовал  | Не участвовал  | Не участвовал  |
| 1974/75                                                                                  | Канзас-Сити | 67               | -                | 11,3             | 39,9             | -                | 77,8             | 1,1              | 1,6              | 1,0              | 0,2              | 2,5              | 4              | -              | 10,5           | 50,0           | -              | 100,0          | 1,8            | 0,3            | 1,0            | 0,3            | 4,5            |
| 1975/76                                                                                  | Канзас-Сити | 9                | -                | 11,2             | 25,9             | -                | 100,0            | 1,6              | 1,8              | 1,1              | 0,0              | 1,8              | Не участвовал  | Не участвовал  | Не участвовал  | Не участвовал  | Не участвовал  | Не участвовал  | Не участвовал  | Не участвовал  | Не участвовал  | Не участвовал  | Не участвовал  |
| 1976/77                                                                                  | Сан-Антонио | 2                | -                | 4,5              | 33,3             | -                | 50,0             | 1,0              | 1,0              | 0,0              | 0,0              | 1,5              | Не участвовал  | Не участвовал  | Не участвовал  | Не участвовал  | Не участвовал  | Не участвовал  | Не участвовал  | Не участвовал  | Не участвовал  | Не участвовал  | Не участвовал  |
|                                                                                          | Всего       | 130              | -                | 14,3             | 39,2             | -                | 73,6             | 1,4              | 1,9              | 1,2              | 0,2              | 3,3              | 4              | -              | 10,5           | 50,0           | -              | 100,0          | 1,8            | 0,3            | 1,0            | 0,3            | 4,5            |
| Наведите курсор мыши на аббревиатуры в заголовке таблицы, чтобы прочесть их расшифровку. |             |                  |                  |                  |                  |                  |                  |                  |                  |                  |                  |                  |                |                |                |                |                |                |                |                |                |                |                |